# Mutemath
I Mutemath (stilizzato MUTEMATH) sono un gruppo rock statunitense formatosi a New Orleans nel 2003. 
La loro musica è un miscuglio di elementi alternative rock, new wave, electro rock, psychedelic rock, post-rock e ambient. 
Inizialmente formata insieme a Darren King, dopo l'uscita di King il polistrumentista e produttore discografico Paul Meany ha proseguito l'attività del gruppo come progetto solista.

## Discografia

### Album
- Mute Math - 2006 - Teleprompt / WBR
- Flesh and Bones Electric Fun - 2008 - Teleprompt / WBR
- Armistice - 2009 - Teleprompt / WBR
- Odd Soul - 2011 - Teleprompt / WBR
- Vitals - 2015 - Wojtek Records

### EP
- Reset (EP) - 2004 - Teleprompt / WBR
- Live at the El Rey (EP) - 2006 - Teleprompt / WBR
- TOPxMM (con i Twenty One Pilots) - 2016 - Fueled by Ramen

### Singoli
- "Typical" - 2007 - Teleprompt / WBR
- "Control" - 2008 - Teleprompt / WBR
- "Spotlight" - 2009 - Teleprompt / WBR
- "Backfire" - 2009 Teleprompt / WBR
- "Odd Soul" - 2011 Teleprompt / WBR
- "Blood Pressure" - 2011 Teleprompt / WBR
- "Allies" - 2012 Teleprompt / WBR